# Mircea Drăgan (regizor)
Mircea Drăgan (n. 3 octombrie 1932, Gura Ocniței, România – d. 31 octombrie 2017, Mihăești, Vâlcea, România) a fost un regizor și scenarist român.

## Biografie
Mircea Drăgan s-a născut pe 3 octombrie 1932, la Gura Ocniței. A terminat Universitatea Națională de Artă Teatrală și Cinematografie  în 1955 ca șef de promoție la secția Regie. A fost o promisiune a generației ’60, cu o înclinație către spectaculos și pompos, dar și cu influențele estetice ale cinematografului sovietic din anii ’50. Marchează filmele sale de reconstituire istorică și eroico-revoluționare sau ecranizările unor opere literare de succes. După 1968, realizează filme de divertisment.
A fost căsătorit cu actrița Ioana Drăgan.

## Distincții
- Ordinul „Meritul Cultural” clasa a IV-a (25 decembrie 1967) „pentru merite deosebite în opera de construire a socialismului, cu prilejul celei de-a XX-a aniversări a proclamării Republicii”[6]

## Filmografie

### Regizor
- Dincolo de brazi (1958) (în colaborare cu Mihai Iacob)
- Setea (1961)
- Lupeni '29 (1963)
- Neamul Șoimăreștilor (1965)
- Golgota (1966)
- Columna (1968)
- Brigada Diverse intră în acțiune (1970)
- Brigada Diverse în alertă! (1971)
- B.D. la munte și la mare (1971)
- Explozia (1972)
- Frații Jderi (1974)
- Ștefan cel Mare - Vaslui 1475 (1975)
- Cuibul salamandrelor (1977)
- Aurel Vlaicu (1978)
- Brațele Afroditei (1979)
- O lume fără cer (1981)
- Plecarea Vlașinilor (1983)
- Întoarcerea Vlașinilor (1984)
- Raliul (1984)
- Cucoana Chirița (1987)
- Chirița în Iași (1988)
- Atac în bibliotecă (1993)
- Transylvania (2006) (în colaborare cu Tony Gatlif)

### Scenarist
- Dincolo de brazi (1958) - în colaborare cu Mihai Iacob
- Lupeni 29 (1963) - în colaborare cu Nicolae Țic și Eugen Mandric
- Golgota (1966) - în colaborare cu Nicolae Țic
- Castelul condamnaților (1970) - în colaborare cu Nicolae Țic și Mihai Iacob
- Brigada Diverse intră în acțiune (1970) - în colaborare cu Nicolae Țic
- Brigada Diverse în alertă! (1971) - în colaborare cu Nicolae Țic
- B.D. la munte și la mare (1971) - în colaborare cu Nicolae Țic
- Frații Jderi (1974) - în colaborare cu Profira Sadoveanu și Constantin Mitru
- Ștefan cel Mare - Vaslui 1475 (1975) - în colaborare cu Valeria Sadoveanu și Constantin Mitru
- O lume fără cer (1981) - în colaborare cu Nicolae Țic și Eugen Mandric
- Plecarea Vlașinilor (1983) - în colaborare cu Ioana Postelnicu
- Întoarcerea Vlașinilor (1984) - în colaborare cu Ioana Postelnicu

### Consilier artistic
- Căldura (1969)